# Arde la ciudad
«Arde la ciudad» es un sencillo del grupo de rock argentino Mancha de Rolando. Es el tercer corte de difusión del álbum Viaje. La canción fue compuesta por el cantante de la banda, Manuel Quieto, y producido por Pablo Guyot, integrante de la banda G.I.T..
Esta canción aparece en el puesto 25 de la lista de las 50 mejores canciones del rock argentino de la década del 2000, según la revista Rolling Stone.

## Descripción
Según los integrantes de la banda, «Arde la ciudad» hace referencia a la situación del Mundial del 1978, celebrado en Argentina, y relata que en medio de grandes festejos por la obtención del primer campeonato mundial de los albicelestes, a la vez, había argentinos torturados y vejados en la Escuela de Mecánica de la Armada (ESMA).
El impacto de la repercusión de la canción fue tan notable, que la banda debió esperar dos años para grabar un nuevo CD a fin de no afectar la buena demanda hasta el 2006.

## Músicos
- Manuel Quieto — voz, guitarra y composición.
- Franchie Barreiro — guitarra.
- Carlos Esteban Báez — bajo.
- Sebastián Cavaletti — batería.

Invitados
- Pablo Guyot — guitarra Beatle.
- Walter Piancioli — hammond y coros.
- Raúl Ruffino — coros.